# Sexe
|  | No s'ha de confondre amb Gènere (sociologia) o Coit. |

El sexe és el conjunt de les peculiaritats que caracteritzen els individus d'una espècie dividint-los en masculins i femenins, i fan possible una reproducció amb un resultat de diversificació genètica. L'objectiu primigeni d'aquest és posar en contacte gàmetes o cèl·lules sexuals provinents de diversos organismes de la mateixa espècie, tot i que en algunes espècies aquesta conducta ha arribat fins a tan elevats nivells de complexitat que l'acte sexual ha pres més objectius com en el cas dels primats o delfínids. El sexe implica un reconeixement entre els organismes participants pel que fa a conducta, anatomia, i propietats moleculars dels gàmetes, de tal manera que els gàmetes només entrin en contacte entre organismes de la mateixa espècie.
Essencialment, la combinació i mescla de material genètic provinent d'organismes diferents provoca mitjançant la reproducció sexual la combinació de cèl·lules especialitzades (gàmetes) per formar descendents que hereten gens provinents de cadascun dels pares. De tal manera que la composició genètica del nou organisme originat en la fecundació presenta una "innovadora" dotació genètica, diferent de la dels seus pares. Evolutivament, la reproducció sexual provoca una major variabilitat en les poblacions que la realitzen en comparació amb les diferents formes de reproducció asexual en què la descendència és genèticament idèntica.
Els gàmetes poden ser idèntics en forma i funció (isogàmetes), però en molts casos ha evolucionat una asimetria, de manera que existeixen dos tipus sexoespecífics de gàmetes (heterogàmetes). Convencionalment, els gàmetes masculins són petits, mòbils i estan optimitzats per a transportar la seva informació genètica a una certa distància, mentre que els gàmetes de les femelles són grans, immòbils i contenen els nutrients necessaris per al desenvolupament primerenc de l'organisme jove.
El sexe no s'ha de confondre amb el gènere. Tot i que sovint s'utilitzen de manera intercanviable, és important distingir el significat d'ambdós termes, perquè es refereixen a aspectes diferents. El sexe és el terme que s'usa per categoritzar si un individu és biològicament mascle, femella o intersexual. En canvi, el gènere és un terme sociopsicològic que engloba totes les característiques socials i psicològiques que culturalment associem a pertànyer a les categories home, dona o altres grups amb gènere no-binari. Per tant, el gènere es refereix a les expectatives sobre com ha de ser i comportar-se un individu masculí, femení o d'altres categories.

## Introducció
La reproducció és una característica bàsica dels éssers vius, i el sexe està relacionat amb aquest procés. La vida ha evolucionat des d'estadis primitius a formes complexes, i els mecanismes reproductors han fet un camí paral·lel. En els seus inicis, la reproducció era un procés replicador consistent a produir individus idèntics als originals, que contenen la mateixa informació genètica. Aquest mode de reproducció "asexual" és utilitzat per moltes espècies encara actualment, principalment unicel·lulars, però és també molt comú en plantes pluricel·lulars. En la reproducció sexual, el material genètic dels nous individus prové de dos éssers diferents. Atès que la reproducció sexual va seguir un llarg camí evolutiu, existeixen formes de reproducció intermèdies. Els bacteris, per exemple, es reprodueixen asexualment, però tenen un procés d'intercanvi genètic en què un individu (donant) copia i passa una part del seu material genètic a un altre (receptor).
La diferència bàsica entre la reproducció asexual i sexual és la forma de processar el material genètic. En un procés de divisió asexual, les cèl·lules dupliquen el seu material genètic, i a continuació es divideixen en dos. Aquest procés es denomina mitosi. En la reproducció sexual, hi ha unes cèl·lules especials que es divideixen sense haver duplicat el seu material genètic, en un procés dit meiosi. Les cèl·lules que resulten en aquest procés es diuen gàmetes, i només contenen la meitat del material genètic de les cèl·lules mare. Aquests gàmetes són les cèl·lules que estan preparades per a la reproducció sexual de l'organisme. El sexe engloba els sistemes que fan possible la reproducció sexual, i ha evolucionat paral·lelament al sistema reproductiu, tot començant amb gàmetes que eren molt similars (isogàmia) per anar progressant cap a sistemes de gàmetes molt diferenciats entre si, arribant a la diferenciació d'un òvul (gàmeta femení) i una esperma (gàmeta masculí).
En els organismes complexos, els òrgans sexuals són les parts que intervenen en la reproducció sexual. En moltes espècies, particularment en el regne animal, hi ha una especialització sexual, i les seves poblacions estan dividides en individus mascles i femelles. Per altra banda, hi ha també espècies en què no hi ha especialització sexual, i un mateix individu té òrgans reproductius masculins i femenins. Són els denominats hermafrodites, que són comuns en el regne vegetal.

## Reproducció sexual

El cicle vital dels organismes que es reprodueixen sexualment passa per fases haploides i diploides

La reproducció sexual és el procés pel qual els organismes formen descendents que combinen característiques genètiques d'ambdós parents. En aquest procés, els cromosomes passen d'un parent a l'altre. Cada cèl·lula té la meitat dels cromosomes de la mare i la meitat del pare.
Les característiques genètiques estan incloses en l'àcid desoxiribonucleic (ADN) dels cromosomes –combinant un de cada tipus de cromosomes de cada parent, es forma un organisme que conté un conjunt duplicat de cromosomes. Aquesta fase amb els cromosomes duplicats es denomina diploide, mentre que la fase amb un únic conjunt de cromosomes rep el nom de fase haploide. Al seu torn, els organismes diploides poden formar cèl·lules haploides (gàmetes) que contenen aleatòriament un cromosoma de cada parell, mitjançant un procés anomenat meiosi. La meiosi també implica una fase d'encreuament cromosòmic, en què s'intercanvien regions d'ADN entre tipus aparellats de cromosomes, per formar un nou parell de cromosomes mixtos. L'encreuament i la fertilització (la recombinació de conjunts diferents de cromosomes per a formar un nou diploide) tenen com a resultat que el nou organisme té un conjunt de trets genètics diferent del de qualsevol dels seus parents.
En molts organismes, la fase haploide ha estat reduïda a només gàmetes que s'especialitzen per recombinar-se i formar un nou organisme diploide; en d'altres, els gàmetes són capaços de dur a terme la divisió cel·lular per a produir organismes haploides multicel·lulars. En ambdós casos, els gàmetes poden ser físicament similars, particularment quant a la mida (isogàmia), o poden haver desenvolupat una asimetria tal que els gàmetes difereixen en mida i en altres aspectes (anisogàmia). Per convenció, el gàmeta més gran (anomenat òvul) és considerat femella, mentre que el gamèta més petit (anomenat espermatozoide o cèl·lula d'esperma) és considerat mascle. Un individu que produeix exclusivament gàmetes grans és femella, mentre que un individu que produeix únicament gàmetes petits és mascle. Un individu que produeix ambdós tipus de gàmetes és hermafrodita; en alguns casos, els hermafrodites són capaços d'autofertilitzar-se i produir descendència per si sols, sense la participació d'un segon organisme.

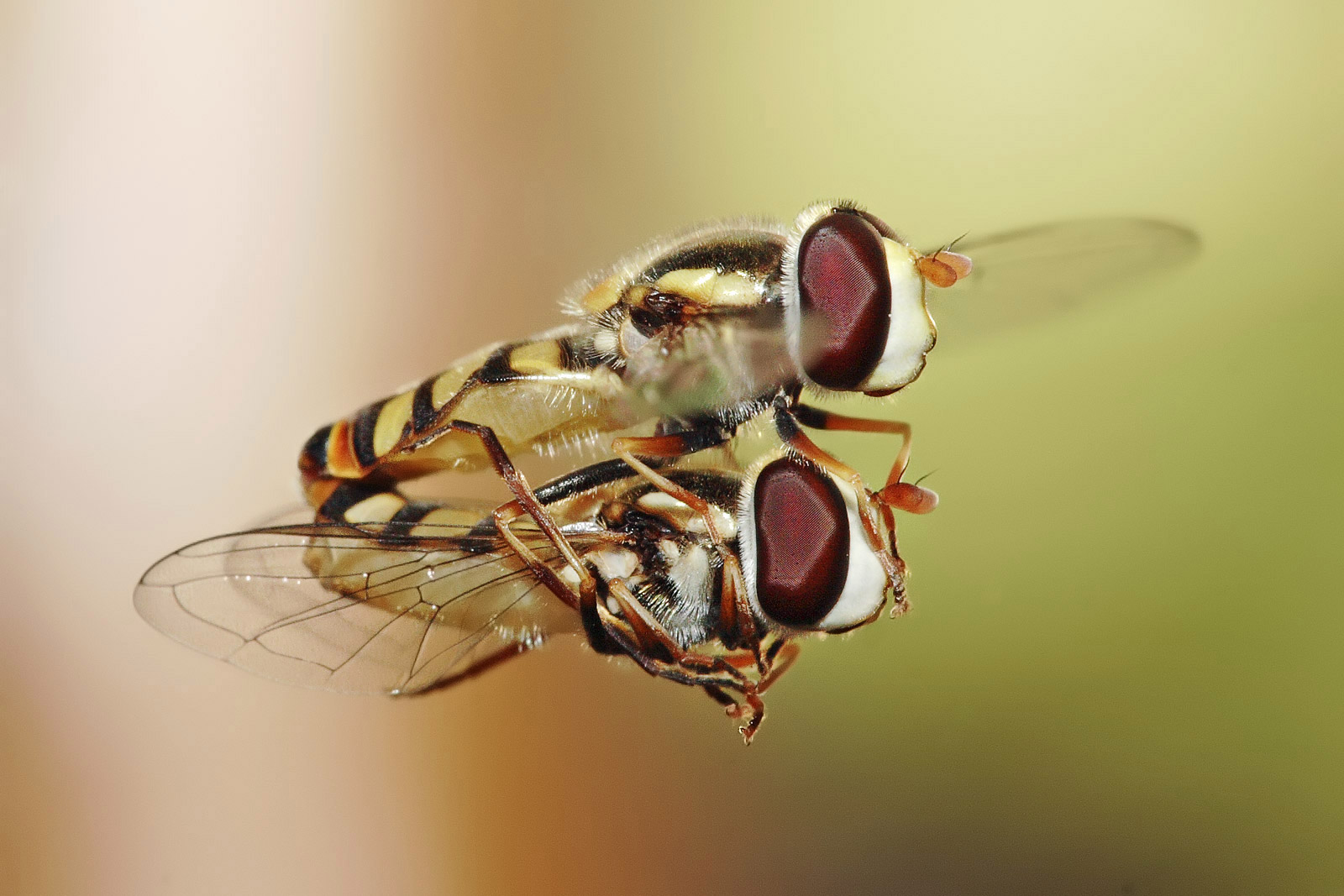
Un parell de sírfids copulant

### Animals
El comportament sexual dels animals inclou sistemes d'aparellament que utilitzen el conflicte sexual en major mesura que organismes més senzills. La majoria d'animals amb reproducció sexual passen la vida com a organismes diploides, i la fase haploide queda reduïda a gàmetes unicel·lulars. Els gàmetes dels animals tenen formes masculina i femenina: espermatozous i òvuls. Aquests gàmetes es combinen per formar embrions que es desenvolupen en un nou organisme.
El gàmeta mascle, un espermatozou (produït dins un testicle), és una petita cèl·lula dotada d'un únic i llarg flagel que la impulsa. Els espermatozous són cèl·lules extremament reduïdes, mancades de molts components cel·lulars necessaris per al desenvolupament embrionari. Estan especialitzades per a moure's, buscant un òvul i fusionant-s'hi en un procés anomenat fertilització.
Els gàmetes femelles són òvuls (produïts a l'interior d'ovaris), grans cèl·lules immòbils que contenen els nutrients i components cel·lulars que requereix l'embrió en desenvolupament.
Els òvuls sovint estan associats amb altres cèl·lules que contribueixen al desenvolupament de l'embrió, formant un ou. En els mamífers, en canvi, l'embrió fertilitzat es desenvolupa a l'interior de la femella, rebent nutrients directament de la seva mare.
Els animals solen ser mòbils i busquen una parella del sexe contrari per aparellar-s'hi. Els animals que viuen a l'aigua poden aparellar-se utilitzant la fertilització externa, en què els òvuls i l'esperma són alliberats i es combinen dins l'aigua que els envolta. En canvi, la majoria d'animals que viuen fora de l'aigua han de transferir l'esperma del mascle a la femella per dur a terme la fertilització interna.
En la majoria d'ocells, tant l'excreció com la reproducció es fa a través d'una única obertura posterior, anomenada cloaca. Els ocells mascles i femelles utilitzen la cloaca per a transferir-se l'esperma, un procés anomenat bes cloacal. En molts altres animals terrestres, els mascles utilitzen òrgans sexuals especialitzats per a contribuir en el transport de l'esperma. Aquests òrgans sexuals masculis reben el nom d'òrgans intromitents. En els humans i altres mamífers, aquest òrgan masculí és el penis, que penetra el tracte reproductiu femení (anomenat vagina) per dur a terme la inseminació; un procés anomenat relació sexual. El penis conté un tub a través del qual passa el semen, un fluid que conté l'esperma. En els mamífers femelles, la vagina es connecta amb l'úter, un òrgan que sosté directament el desenvolupament de l'embrió fertilitzat (un procés anomenat gestació).

#### Humans
La biologia de la sexualitat humana examina la influència de factors biològics, com ara les respostes orgànica i neurològica; examina les funcions bàsiques de la reproducció i els mitjans físics per dur a terme les relacions sexuals. La perspectiva biològica ajuda a analitzar els factors, i en última instància ajuda a comprendre'ls i a utilitzar-los per afrontar els problemes sexuals. Existeixen diferències estructurals en circuits cerebrals associats amb les conductes sexuals. Algunes d'aquestes diferències dimòrfiques correlacionen amb el sexe, preferència sexual, o identitat de gènere. S'ha trobat que el dimorfisme sexual en aquests circuits no és obvi fins a la pubertat. Això implica que factors postnatals com l'herència, les hormones i les disfuncions sexuals juguen un rol important en l'establiment de la natura dismòrfica en els circuits neuronals que mitjancen les conductes sexuals. El principal centre biològic de control de la conducta sexual en humans és l'hipotàlem, que és on es concentra el nombre més gran de receptors d'hormones sexuals (andrògens, estrògens i progesterona) del cervell. De fet, l'hipotàlem se'l coneix com el centre executiu i regulador de funcions homeoestàtiques del cos, entre aquestes la conducta sexual.

### Plantes

Les flors són els òrgans sexuals de les plantes amb flors, que habitualment contenen tant parts mascles com femelles

Com els animals, les plantes han desenvolupat gàmetes mascles i femelles especialitzats. En la majoria de plantes familiars, els gàmetes mascles es troben guardats dins d'una protecció dura, formant pol·len. Els gàmetes femelles de les plantes es troben dins d'òvuls; un cop fertilitzats pel pol·len, els òvuls formen llavors que, com els ous, contenen els nutrients que requereix l'embrió de planta per desenvolupar-se.
Moltes plantes tenen flors, que són els seus òrgans sexuals. Les flors solen ser hermafrodites, produint gàmetes tant mascles com femelles. Les parts femelles, situades al centre de la flor, són els carpels –un o més carpels es poden unir per formar un únic pistil. Dins dels carpels hi ha òvuls, que es desenvolupen en llavors després de ser fertilitzats. La part mascla de la flor són els estams; aquests llargs òrgans filamentosos estan arranjats entre el pistil i els pètals i produeixen pol·len al seu extrem. Quan un gra de pol·len cau a sobre un carpel, els teixits de la planta reaccionen per transportar el gra cap al carpel perquè s'uneixi amb un òvul, formant eventualment llavors.
En els pins i altres coníferes els òrgans sexuals són pinyes, i tenen formes masculina i femenina. Les pinyes femelles, més familiars, solen ser més duradores, i contenen òvuls a l'interior. Les pinyes mascles són més petites i produeixen pol·len, que és transportat pel vent fins que arriba a les pinyes femelles. Com en el cas de les flors, després de la pol·linització es formen llavors a l'interior de la pinya.
Com que les plantes són immòbils, depenen de mètodes passius per a transportar els grans de pol·len a altres plantes. Moltes plantes, incloent-hi les coníferes i les herbes, produeixen un pol·len lleuger que és transportat pel vent a les plantes properes. Altres plantes tenen un pol·len més pesant i enganxifós, especialitzat perquè el transportin els insectes. Les plantes atrauen els insectes amb flors que contenen nèctar. Els insectes transporten el pol·len quan es mouen a altres flors, que també contenen òrgans reproductius femenins, resultant en la pol·linització.

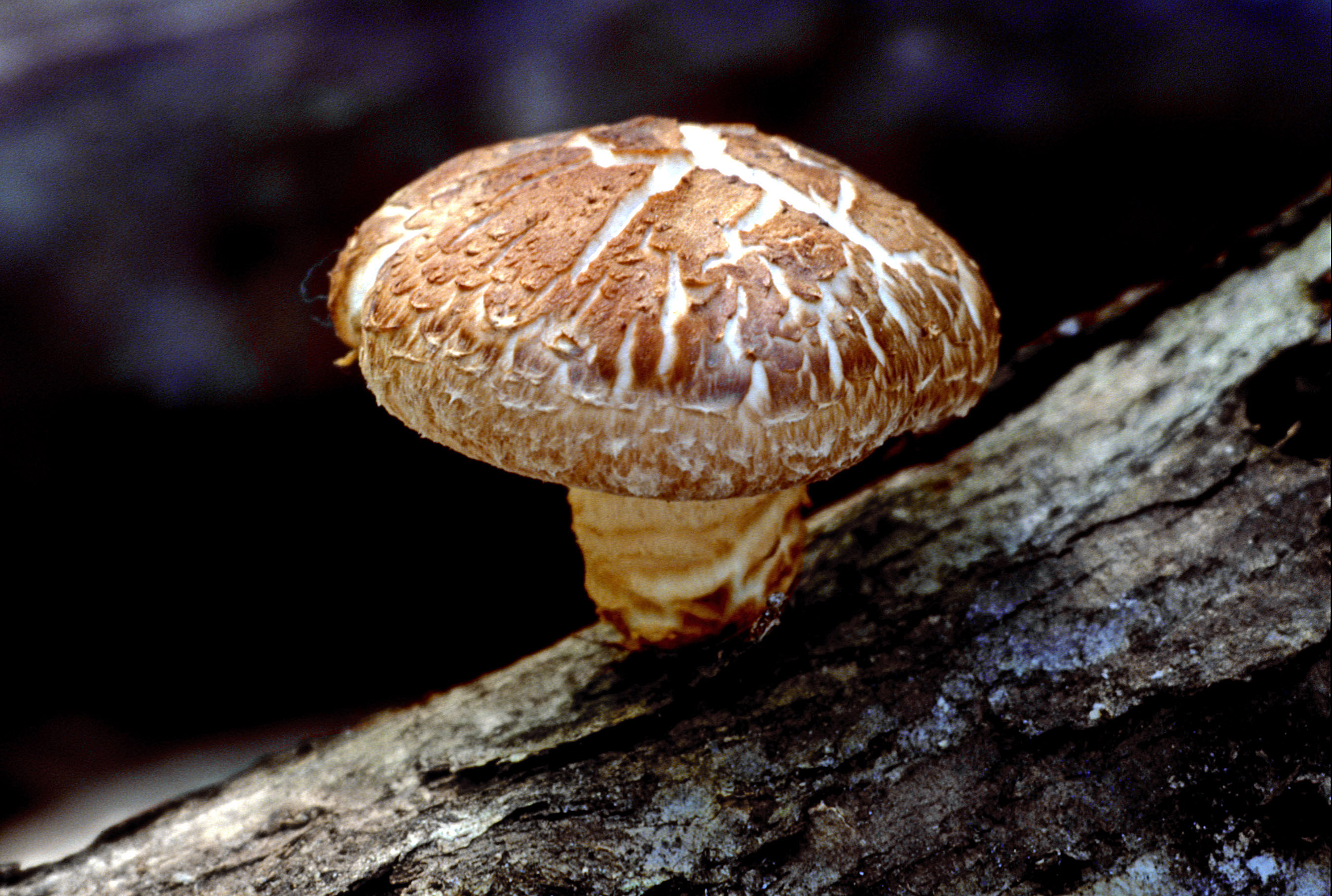
Els bolets són produïts com a part de la reproducció sexual dels fongs

### Fongs
La majoria de fongs es reprodueixen sexualment, i el seu cicle vital inclou tant una etapa haploide com una de diploide. Aquests fongs són típicament isògams, i manquen d'especialització en mascle i femella; fongs haploides creixen en contacte l'un amb l'altre i després fusionen les cèl·lules. En alguns casos, la fusió és asimètrica, i la cèl·lula que només dona un nucli (i no el material cel·lular complementari) podria ser considerada "mascla".
Alguns fongs, incloent-hi els llevats de forner, tenen tipus d'aparellament que produeixen una dualitat semblant a la dels rols de mascle i femella. Els llevats que tinguin el mateix tipus d'aparellament no es fusionaran per formar noves cèl·lules diploides, sinó únicament amb llevats que presentin el tipus d'aparellament contrari.
Els fongs produeixen bolets com a part de la seva reproducció sexual. Dins del bolet es formen cèl·lules diploides, que després es divideixen en espores haploides; l'alçada del bolet contribueix a la dispersió d'aquesta descendència per reproducció sexual.

El sexe contribueix a l'extensió de trets avantatjosos mitjançant la recombinació. Els diagrames comparen l'evolució de la freqüència al·lèlica en una població sexual (a) i una població asexual (b). L'eix vertical indica freqüència i l'eix horitzontal indica temps. Els al·lels a/A i b/B apareixen aleatòriament. La combinació avantatjosa AB apareix ràpidament mitjançant la recombinació (a), però ha d'aparèixer independentment en (b)

### Evolució
La reproducció sexual aparegué per primer cop fa aproximadament 1.000 milions d'anys, evolucionant en eucariotes unicel·lulars ancestrals. Les raons per a l'evolució inicial del sexe i les raons per les quals ha sobreviscut fins avui en dia són objecte de debat. Algunes de les moltes teories plausibles inclouen que el sexe produeix variació entre la descendència, que contribueix a l'extensió de trets avantatjosos o que ajuda a eliminar trets desavantatjosos.
La reproducció sexual és un procés específic dels eucariotes, organismes amb cèl·lules dotades de nucli i de mitocondris. A més dels animals, les plantes i els fongs, altres eucariotes (com el paràsit de la malària) també experimenten reproducció sexual. Alguns bacteris utilitzen la conjugació per a transferir material genètic entre bacteris; tot i que no és el mateix que la reproducció sexual, aquest procés també resulta en una mescla dels trets genètics.
El que es considera la característica definidora de la reproducció sexual és la diferència entre els gàmetes i la naturalesa binària de la fertilització. La multiplicitat de tipus de gàmetes dins d'una mateixa espècie encara seria considerada una forma de reproducció sexual, però no es coneix cap tercer gàmeta en els animals multicel·lulars.

## Determinació del sexe
El sistema sexual més bàsic és aquell en què tots els organismes són hermafrodites, produint gàmetes mascles i femelles: és el cas d'alguns animals (com els caragols) i la majoria de plantes amb flor. Tanmateix, en molts casos, l'especialització del sexe ha evolucionat de manera que alguns organismes només produeixen gàmetes mascles o femelles. La causa biològica que fa que un organisme es desenvolupi en un sexe o un altre és anomenada determinació del sexe.
En la majoria d'espècies amb especialització sexual, els organismes són o bé mascles (només produeixen gàmetes mascles) o femelles (només produeixen gàmetes femelles). Hi ha algunes excepcions –per exemple, en el nematode Caenorhabditis elegans, els dos sexes són hermafrodita i mascle (un sistema anomenat androdioècia).
A vegades, el desenvolupament d'un organisme és intermedi entre mascle i femella, quelcom que rep el nom d'intersexualitat. A vegades, els individus intersexuals són anomenats hermafrodites, però, a diferència dels hermafrodites biològics, els individus intersexuals són casos inusuals i típicament no són fèrtils alhora en els aspectes mascles i femelles.

### Genètica

Com els humans i la majoria d'altres mamífers, la mosca de la fruita té un sistema de determinació del sexe XY

En els sistemes de determinació genètica del sexe, el sexe d'un organisme ve determinat pel genoma que hereta. La determinació genètica del sexe depèn habitualment de cromosomes sexuals heretats asimètricament que porten trets genètics que influeixen en el desenvolupament; el sexe pot estar determinat o bé per la presència d'un cromosoma sexual o per la quantitat de cromosomes sexuals que tingui l'organisme. Com que ve determinada per l'assignació de cromosomes, la determinació genètica del sexe sol resultar en una ràtio 1:1 de mascles i femelles en la descendència.
Els humans i la majoria d'altres mamífers tenen un sistema de determinació del sexe XY; el cromosoma Y porta factors que s'encarreguen d'engegar el desenvolupament d'un mascle. El sexe per defecte, en absència d'un cromosoma Y, és femella. Per tant, els mamífers XX són femelles i els XY són mascles. La determinació del sexe XY també es troba en altres organismes, incloent-hi la mosca de la fruita i algunes plantes. En alguns casos, incloent-hi la mosca de la fruita, no és la presència d'un cromosoma Y el que determina el sexe, sinó el nombre de cromosomes X.
En els ocells, que tenen un sistema de determinació del sexe ZW, passa el contrari, l'òvul de la femella determina el sexe de la descendència. El cromosoma W porta factors responsables del desenvolupament d'una femella, i el desenvolupament per defecte és mascle. En aquest cas, els individus ZZ són mascles i els ZW són femelles. La majoria de papallones i arnes també tenen un sistema de determinació del sexe ZW. Tant en el sistema de determinació del sexe XY com en el ZW, el cromosoma sexual que porta els factors crítics sovint és significativament més petit, i gairebé només porta els gens necessaris per a engegar el desenvolupament d'un sexe determinat.
Molts insectes utilitzen un sistema de determinació del sexe basat en el nombre de cromosomes sexuals. Això rep el nom de determinació del sexe XX/XO – l'O indica l'absència de cromosoma sexual. Tots els altres cromosomes d'aquests organismes són diploides, però els organismes poden heretar un o dos cromosomes X. En els grills de camp, per exemple, els insectes amb un únic cromosoma X es desenvolupen en mascles, mentre que els que en tenen dos es desenvolupen en femelles. En el nematode Caenorhabditis elegans, la majoria de cucs són hermafrodites XX autofertilitzants, però a vegades, anormalitats en l'herència dels cromosomes donen origen a individus amb només un cromosoma X: aquests individus XO són mascles fèrtils (i la meitat de la seva descendència són mascles).
Altres insectes, incloent-hi les abelles de la mel i les formigues, utilitzen un sistema de determinació del sexe haplodiploide. En aquest cas, els individus diploides són generalment femelles, i els individus haploides (que s'originen d'ous no fertilitzats) són mascles. Aquest sistema de determinació del sexe resulta en una ràtio sexual molt esbiaixada, car el sexe de la descendència ve determinat per la fertilització i no pas l'assignació de cromosomes durant la meiosi.

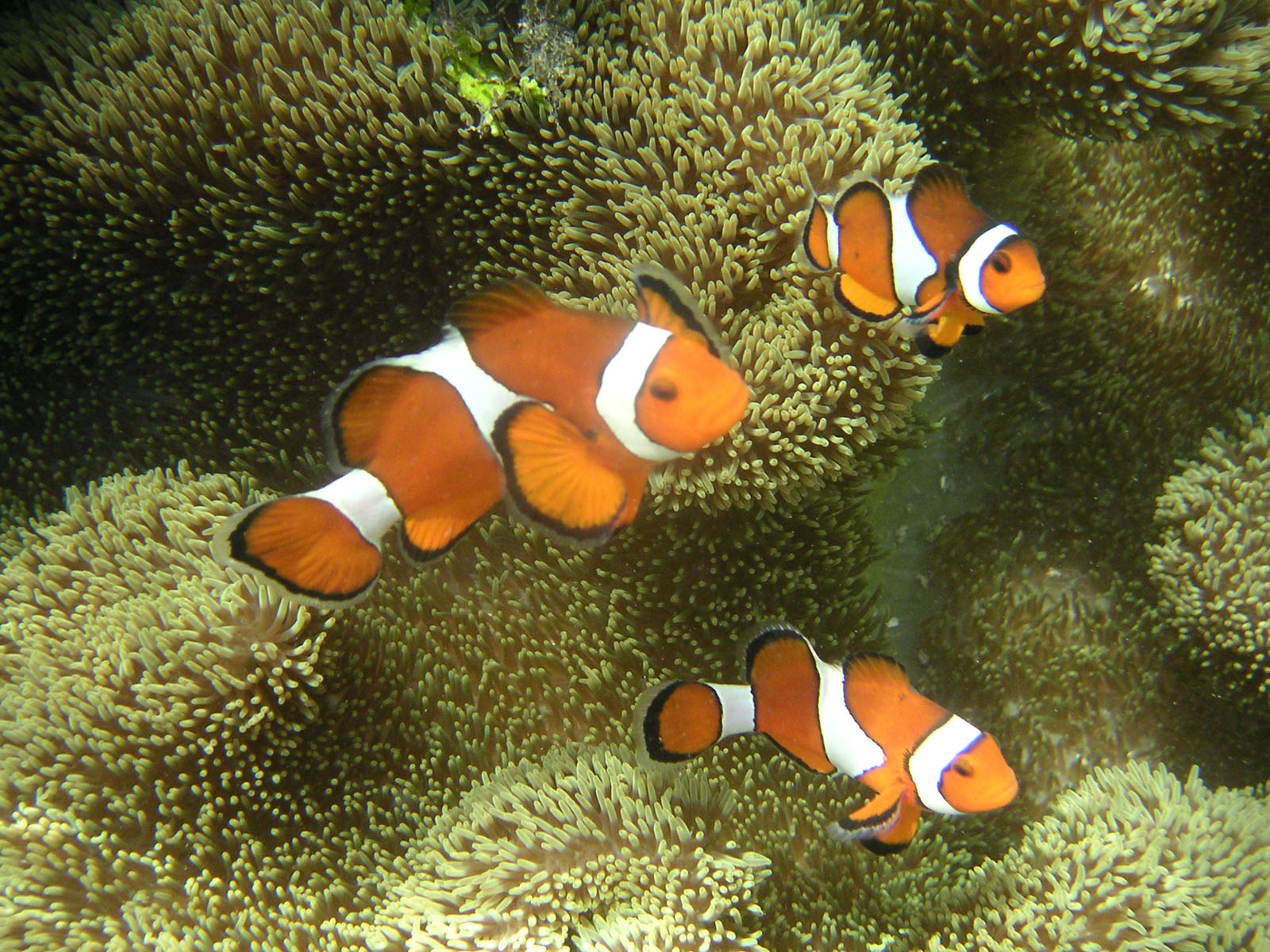
Els peixos pallasso són inicialment mascles; el peix més gran del grup esdevé femella

### No genètica
En moltes espècies, el sexe no ve determinat per trets heretats, sinó per factors ambientals experimentats durant el desenvolupament o en un moment posterior de la vida. Molts rèptils tenen una determinació del sexe dependent de la temperatura: la temperatura que experimenten els embrions durant el seu desenvolupament en determina el sexe. En algunes tortugues, per exemple, els mascles es desenvolupen a temperatures d'incubació inferiors a les de les femelles; aquesta diferència en la temperatura crítica pot ser tan petita com 1-2 °C.
Molts peixos canvien de sexe al llarg de la seva vida, un fenomen que rep el nom d'hermafroditisme seqüencial. En els peixos pallasso, els peixos més petits són mascles, i el peix més gran i dominant del grup es transforma en femella. En molts làbrids passa el contrari; la majoria de peixos són inicialment femelles i esdevenen mascles quan assoleixen una determinada mida. Els hermafrodites seqüencials poden produir ambdós tipus de gàmetes al llarg de la seva vida, però en qualsevol moment donat són només mascles o només femelles.
En algunes falgueres, el sexe per defecte és hermafrodita, però les falgueres que creixen en un sòl que anteriorment ha mantingut hermafrodites són influïdes per hormones residuals i es desenvolupen en mascles.

## Dimorfisme sexual

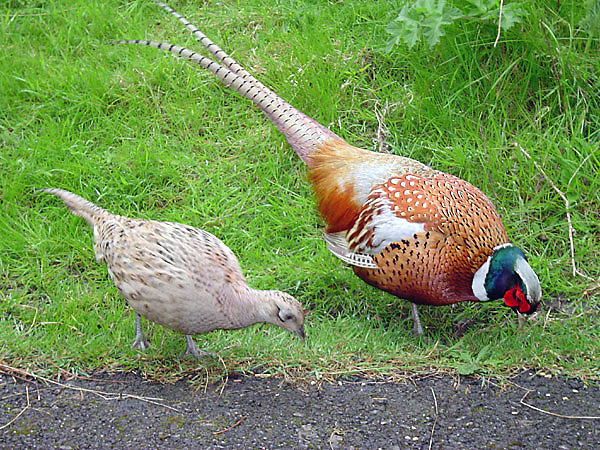
Els faisans comuns tenen dimorfisme sexual tant de mida com d'aparença

Molts animals presenten diferències en mida i en aparença entre els mascles i les femelles, un fenomen que rep el nom de dimorfisme sexual. Els dimorfismes sexuals sovint estan associats a la selecció sexual, és a dir, la competició entre individus del mateix sexe per a aparellar-se amb el sexe contrari. Les banyes dels cérvols mascles, per exemple, s'utilitzen en els combats entre els mascles per a aconseguir accés sexual a les femelles. En molts casos, el mascle d'una espècie té una mida més gran; en els mamífers, les espècies amb un marcat dimorfisme sexual de mida tendeixen a tenir sistemes d'aparellament marcadament poligins –presumiblement a causa de la selecció per l'èxit en la competició intraespecífica amb altres mascles.
En altres animals, incloent-hi la majoria d'insectes i molts peixos, les femelles són més grans. Això pot estar relacionat amb el cost de produir òvuls, que és més elevat que el de produir esperma; les femelles més grans poden produir més òvuls. A vegades, aquest dimorfisme és extrem, i els mascles queden reduïts a una vida com a paràsits dependents de la femella.
En els ocells, els mascles tenen una aparença més colorida i poden tenir caràcters (com la llarga cua dels paons mascles) que sembla que siguin un desavantatge per a l'organisme (per exemple, els colors llampants fan que un ocell sigui més visible per als predadors). Una explicació proposada és el principi de l'hàndicap. Aquesta hipòtesi diu que, demostrant que pot sobreviure amb aquest desavantatge, el mascle està demostrant la seva aptitud genètica a les femelles, caràcters que també beneficiaran les femelles, que no portaran el pes d'aquests desavantatges.
Les diferències sexuals en els humans inclouen una mida més gran i més pèl corporal en els homes (apareix a la cara a diferència de les dones) i una major amplitud a les espatlles i, en general, un major desenvolupament de l'esquelet ossi i muscular, mentre que les dones tenen pits, un maluc més ample i un percentatge de greix corporal més elevat. En l'home, la veu es fa més greu, mentre que la de la dona evoluciona de forma més gradual. L'entonació i el ritme de la veu és diferent en les dones que en els homes.
Altres diferències físiques serien que la pubertat ocorre lleugerament de forma més primerenca en les noies que els nois. La funció respiratòria i cardíaca és més ràpida en les dones que en els homes, a diferència de la força i resistència física usualment més desenvolupada en els homes que en les dones. L'estructura òssia, en general, és més lleugera en les dones, donant lloc a una silueta femenina que és més corba que la masculina.